# 20585 Вентворз
20585 Вентворз (20585 Wentworth) — астероїд головного поясу, відкритий 9 вересня 1999 року.
Тіссеранів параметр щодо Юпітера — 3,643.